# Orphana
Orphana is een geslacht van vliesvleugelige insecten uit de familie Andrenidae

## Soorten
- O. inquirenda Vachal, 1909
- O. wagenknechti Rozen, 1971